# Bácsborsód
Bácsborsód (kroatisch Boršot) ist eine ungarische Gemeinde im Kreis Bácsalmás im Komitat Bács-Kiskun.

## Geografische Lage
Bácsborsód liegt an dem Fluss Bácsbokodi–Kígyós-csatorna, 14 Kilometer südwestlich der Kreisstadt Bácsalmás und ungefähr fünf Kilometer nördlich der Grenze zur Serbien. Nachbargemeinden sind Bácsbokod, Madaras, Katymár, Gara und Vaskút. Jenseits der Grenze liegt der serbische Ort Риђица.

## Geschichte
Die erste urkundliche Erwähnung erfolgte 1177 als Borsódszentlőrinc.
In der ersten Hälfte des 18. Jahrhunderts war der Ort unbewohnt. 1781 begann die Wiederbesiedlung.
Im Jahr 1913 gab es in der damaligen Großgemeinde 447 Häuser und 2717 Einwohner auf einer Fläche von 25.625 Katastraljochen. Sie gehörte zu dieser Zeit zum Bezirk Baja im Komitat Bács-Bodrog.
Nach dem Ersten Weltkrieg gehörte die Großgemeinde kurzzeitig  zum Königreich der Serben, Kroaten und Slowenen (1918–1921).
1946/47 wurde die deutsche Bevölkerung nach Deutschland umgesiedelt.

## Söhne und Töchter der Gemeinde
- László Moholy-Nagy (1895–1946), Maler, Fotograf, Typograf und Bühnenbildner

## Sehenswürdigkeiten
- Geburtshaus von László Moholy-Nagy
- Landhaus Latinovits (Latinovits-kúria)
- László-Moholy-Nagy-Denkmal, erschaffen 1995 von János Fajó
- Latinovits Grabkapelle (Latinovits-sírkápolna), erbaut 1880
- Römisch-katholische Kirche Szent Kereszt feltalálása, erbaut 1781 (Barock)
- Weltkriegsdenkmal

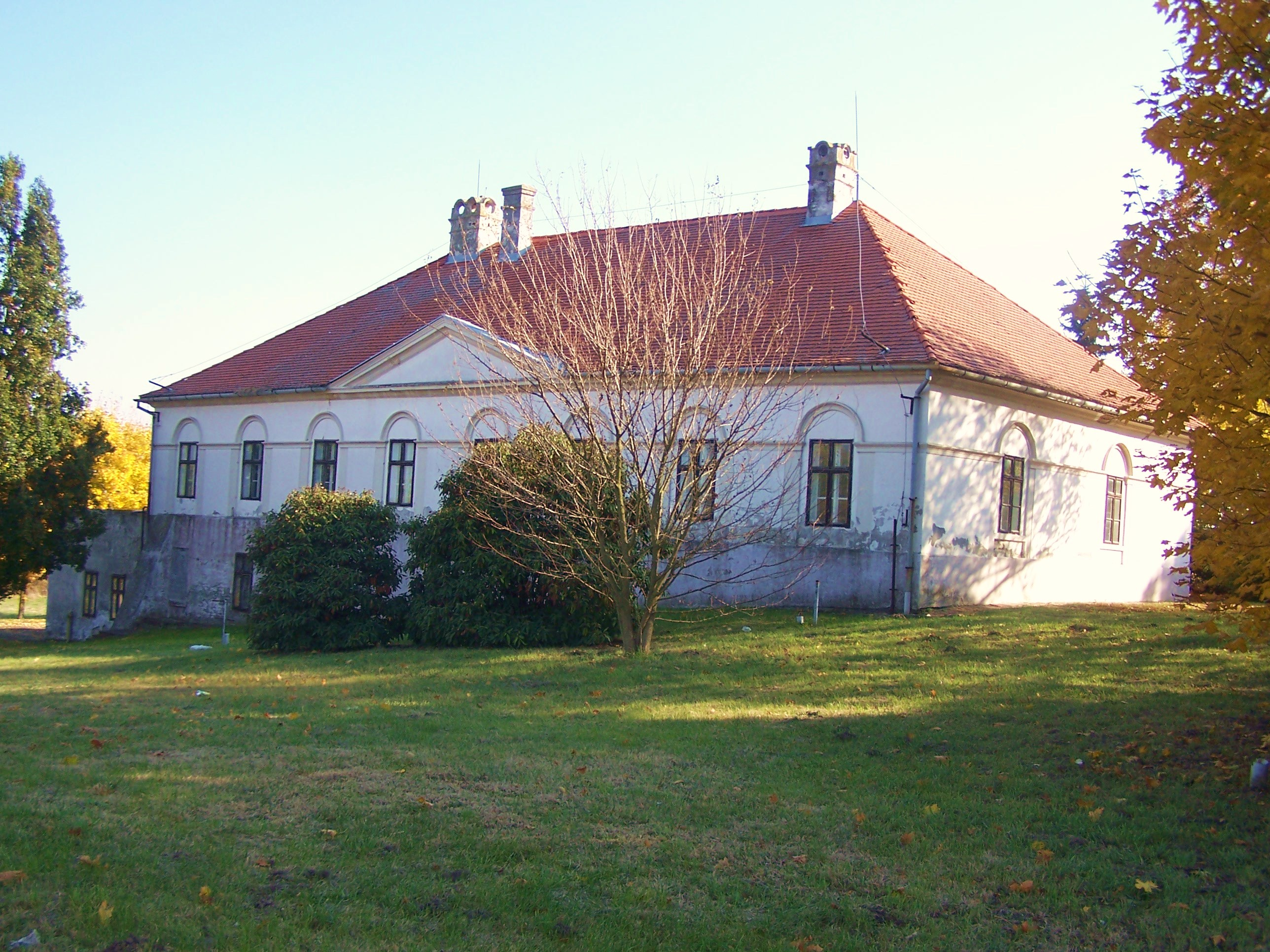
Landhaus Latinovits in Bácsborsód
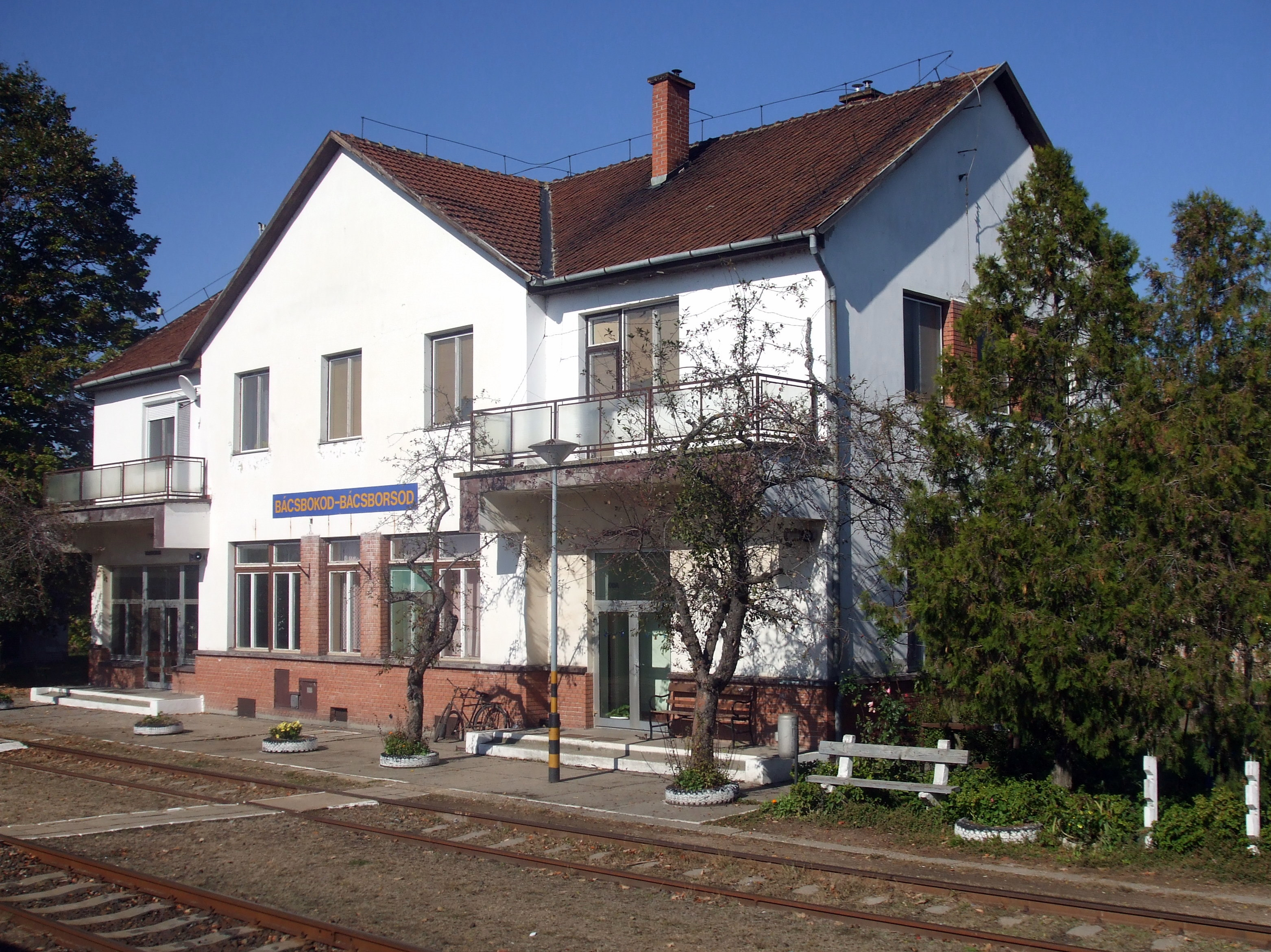
Bahnhof Bácsbokod-Bácsborsod

## Verkehr
In Bácsborsód kreuzen sich die Landstraßen Nr. 5505 und Nr. 5508. Der nördlich des Ortes gelegene Bahnhof Bácsbokod-Bácsborsód ist angebunden an die Eisenbahnstrecke von Kiskunhalas nach Baja. Weiterhin bestehen Busverbindungen über Katymár nach Madaras sowie über Bácsborsód nach Baja.